# Goriški grofje
Goriški grofje ali Majnhardinci so bili srednjeveška plemiška rodbina, po izvoru iz Pustriške doline (nekdaj Bavarska), danes v vzhodni Južni Tirolski.
V povezavi z naseljem Gorica se prvič omenjajo v dvajsetih letih 12. stoletja. Začetki rodbine so povezani s Hartvikom, ki je bil ob koncu 10. stoletja palatinski grof v vojvodini Koroški. Njegov vnuk Majnhard se v pisnih virih pojavlja kot goriški grof (comes de Goerze). V 13. stoletju se je njegova rodbina povzpela med najvplivnejše fevdalce na jugu Svetega rimskeega cesarstva. Njihova oblast je vključevala ozemlja na Tirolskem, Koroškem, Kranjskem, Goriškem in Krasu, v Istri ter Furlaniji. Leta 1335 je tirolska veja rodbine ostala brez moškega naslednika; posesti na Kranjskem in Koroškem so pripadla Habsburžanom, preostala rodbina pa se je leta 1342 razdelila na ožjo goriško vejo (s posestvi v Posočju, v Furlaniji, na Vipavskem in na Krasu) ter Istrsko vejo (s posestvi v notranjosti Istre, na Dolenjskem in v Beli krajini). Ko je leta 1374 izumrla istrska veja, so tudi ta ozemlja prevzeli Habsburžani, nato pa leta 1500, ob smrti zadnjega goriškega grofa Lenarta, še preostalo imetje.

## Izvor
Goriški grofje so bili nasledniki bavarskih palatinskih grofov, ki so imeli svoje matične rodbinske posesti na Zgornjem Koroškem (kjer so v Millstattu ustanovili samostan) in v Pustriški dolini. Od tod so širili svojo oblast na Posočje in območje Gorice, ki je tedaj spadalo v grofijo Furlanijo, fevd Oglejskih patriarhov.
Oglejski patriarhi so kot cesarjevi podporniki v letih 1076–77 dobili od cesarja Henrika IV. v fevd mejne grofije Furlanijo, Kranjsko in Istro. Kot večina cerkvenih posestnikov so posvetna dela na svojih gospostvih (zaščito, vodenje gospodarstev, sodno službo) prepuščali okoliškemu plemstvu, ki je s tem dobivalo v svoje roke vse več pristojnosti, ki so jim dajale možnost, da so si sčasoma začeli prilaščati tudi dele cerkvenega ozemlja. Pri Oglejskem patriarhatu je bil ta proces še bolj izrazit kot v bližnjih škofijah v Trentu in Briksnu.

## Grofje na Goriškem
V listinah iz začetka 12. stoletja so goriški grofje omenjeni kot Goriški gospodje in glavarji (upravitelji, namestniki) na posestvih Oglejskih patriarhov. Da pri upravljanju niso bili močno rahločutni, pripoveduje podatek, da je grof Engelbert II. (gospodaril približno v letih 1142–91), palatinski grof na Koroškem ter glavar v Miljah, Ogleju in Svetem Petru v Istri, leta 1149 oglejskega patriarha celo zadrževal v zaporu in ga je izpustil šele na posredovanje štajerskih grofov Otokarjev (Traungaucev) in Andeških.
Goriški grofje so svoje prvotno raztresene, alodialne in fevdne posesti postopoma širili in jih združevali v strnjena gospostva ter jih pravno in upravno ločili od grofije Furlanije. Leta 1217, v času Engelberta III. (okrog 1191–1220), je tako njihova posest v listinah že omenjena kot posebna grofija, comitatus Goritiensis. Engelbert III. se je poročil s hčerko grofa Bertolda III. Andeškega, mejnega grofa na Kranjskem in v Istri, Matildo, in s poroko podedoval tudi glavarstvo v Pazinu. Engelbertu III. je sledil brat Majnhard († 1231).

## Dedovanje Tirolske
Engelbertov sin Majnhard III. Goriški (1231–1258, od 1253 tudi I. Tirolski), poročen s hčerko tirolskega grofa Alberta III., je bil zvest privrženec staufovskega cesarja Friderika II.; ta ga je leta 1246, po izumrtju Babenberžanov, imenoval za namestnika na Štajerskem in leta 1250 tudi v Avstriji. Z obeh položajev ga je z vojsko pregnal češki princ in kasnejši kralj Otokar II. Přemysl, ki mu je avstrijsko plemstvo namenilo nekdanjo vlogo Babenberžanov. Vendar Majnhard ni odnehal. Koroško je poskušal skupaj s tastom osvojiti z vojsko, a sta ga v bitki pri Greifenburgu premagala spanheimski vojvoda Bernard Koroški in njegov sin Filip (imenovan za škofa v Salzburgu); pri tem je tirolski grof prišel celo v ujetništvo. Poraz je Majnhardu prinesel ozemeljsko izgubo, izpolnitev mirovnih pogojev pa je moral salzburškemu škofu jamčiti s talcema, svojima sinovoma.
Majnhard III. je po tastovi smrti leta 1253 podedoval njegova južnotirolska ozemlja in raztresene posesti tirolskega grofa na Kranjskem in v Furlaniji. Severnotirolska ozemlja je dobil drugi Albertov zet, bavarski grof Gebhard von Hirschberg.
Majnharda III. je nasledil energični sin Majnhard IV. Goriški (II. Tirolski), ki si je leta 1263, ko je za Gebhardom von Hirschbergom umrla tudi njegova tirolska soproga in Majnhardova teta Elizabeta, prilastil tudi severnotirolska ozemlja. Odtlej se je v celoti posvetil Tirolski. Vse ostale rodbinske posesti je v letih 1267-71 prepustil svojemu mlajšemu bratu Albertu I. Goriškemu; te so obsegale posestva v Pustertalu in na Koroškem (vse kar je bilo vzhodno od Mühlbacher Klause), dalje posesti v Posočju, v Furlaniji, na Krasu in v Istri. Brata sta delovala politično precej usklajeno, kasneje pa so se vezi med tako nastalima vejama goriških grofov, majnhardinci in albertinci, vse bolj izgubljale.

## Majnhardinci (tirolska veja)

### Na višku moči
Majnhard II. Tirolski (IV. Goriški) je po tradiciji goriških grofov politično pripadal staufovskemu taboru. Poročil se je z vdovo kralja Konrada IV., Elizabeto Bavarsko, in postal s tem očim Konradina, katerega pohod v Italijo je podprl z odprtjem alpskih poti, medtem ko je brat Albert sodeloval v napadih na papeževe pristaše. Papež ju je zato izobčil, kar pa je bilo tedaj že nekoliko skrhano papeževo orožje.
Do cerkve se je Majnhard obnašal dokaj pragmatično. Po smrti pastorka Konradina (1268) in žene Elizabete (1273) je v njun spomin ustanovil cistercijanski samostan Stams v dolini zgornjega Inna, kjer je tudi grobnica tirolskih grofov. Samostan je bil deležen mnogih njegovih darov, medtem ko je samostana v Briksnu in Trentu obravnaval zelo mačehovsko. Pobral jima je večino ozemelj, prav tako sosednjim plemičem, ki jih je prisilil, da so postali njegovi ministeriali; iz njihovih in svojih ozemelj je ustvaril strnjeno ozemlje, ki ga danes razumemo kot dežela Tirolska. Organiziral je zgledno deželno upravo in dal napisati tirolsko deželno pravo. Grofija Tirolska je bila tako kmalu sprejeta kot enotno ozemlje in državni fevd.
Majnhard je dosledno sodeloval z Rudolfom I. Habsburškim. V odločilnem spopadu z Otokarjem II. Přemyslom je veljal kot zaveznik z veliko bojno močjo. Na prizorišče bitke na Moravskem polju je njegova vojska prišla sicer prepozno, a Rudolf se je vseeno čutil dolžnega, da svojega najmočnejšega zaveznika nagradi: leta 1279 mu je prepustil v zastavo Kranjsko s Slovensko marko in Savnijo (Posavinjem), kar je obsegalo današnjo Gorenjsko, Dolenjsko in celjsko območje, leta 1286 pa je dobil v fevd vojvodino Koroško in postal državni knez.
Nekaj let kasneje je skupaj z Rudolfovim sinom Albertom I. ubranil napad široke koalicije, ki se je zbrala okrog papeža, madžarskega in češkega kralja in bila naperjena proti novi habsburški teritorialni ureditvi; koaliciji so se pridružili tudi sovražni koroški in avstrijski plemiči, ki so bili po prvih uspehih odločilno premagani v bitki pri Wallersbergu, marca 1293.
Ob smrti je bil Majnhard eden od najbogatejših knezov svojega časa. Bil je dober gospodar, znal je delati z denarjem. Močno je povečal deželne dohodke. V Bolzanu in Meranu je ustanovil posojilne banke in v povezavi z italijanskimi bankirji kreditiral trgovce po vsem avstrijskem prostoru. Velike dohodke je imel iz tranzitnih carin in kovanja denarja. Uspel je skoraj popolnoma izločiti sodstvo zemljiških gospodov in ostal tako v dobrem spominu tudi tirolskem kmetom.
Majnhardovi sinovi Oton († 1310), Ludvik († 1305) in Henrik († 1335) so vladali skupaj, brez delitve ozemelj. Kralj Adolf Nassavski jim je odklonil potrditev fevdov, takoj po svoji zmagi pa jim jih je potrdil (1299) njegov naslednik, kralj Albert I., ki je bil poročen z njihovo sestro Elizabeto. Bratje so bili zvesti habsburški politiki, dokler leta 1307 češki stanovi, po smrti Albertovega sina Rudolfa III., niso izvolili za češkega kralja Henrika Koroškega, ki je bil zet umorjenega češkega kralja Václava II. Přemysla. Habsburške čete so vdrle na Koroško in sreča uspeha, ki so ga goriško-tirolski grofje dotlej gradili na sodelovanju s Habsburžani, jim je bila odtlej manj naklonjena.

### Pot navzdol
Po smrti kralja Alberta I. (1309) se je sicer zdelo, da se je položaj Henrika Koroškega popravil, a na Češkem se je pojavil nov tekmec, Ivan Luksemburški, sin novega nemškega kralja Henrika VII., proti kateremu se Henrik Koroški ni mogel uveljaviti. Uspelo pa mu je doseči umik Habsburžanov s Koroške s tem, da jim je prepustil Savnijo (Posavinje). Uspel je tudi pridobiti namestništvo v trentski in briksenški škofiji.
Henrik Koroški je ves čas nihal med velikimi silami, ki so ga obkrožale in stegovale prste po njegovi deželi. Po smrti cesarja Henrika VII. je bil na volitvah nemškega kralja (1314) spet na strani Habsburžanov in je podprl Friderika Lepega proti Ludviku Bavarcu. Leta 1325 je posredoval na pogajanjih za njuno poravnavo. Ker ni imel sina, ga je skrbelo nasledstvo; leta 1327 se je z Ivanom Luksemburškim dogovoril o zaroki med svojo hčerko Margareto, in Ivanovim drugim sinom Ivanom Henrikom. Ko je bila zaroka med otrokoma (Ivan Henrik 8 let, Margareta 12 let) leta 1330 v Innsbrucku uradno sklenjena, je češki kralj dobil prosto pot preko alpskih gorskih prelazov v severno Italijo, kamor je poslal svoje konjenike. Večina večjih lombardskih mest je tedaj sprejela njegovo zaščito.
To je spet povezalo Wittelsbache in Habsburžane, ki so se v Augsburgu skrivaj odgovorili o delitvi posesti Henrika Koroškega po njegovi smrti. V skladu z dogovorom je cesar Ludvik Bavarec leta 1335, po smrti Henrika Koroškega, dodelil v fevd Habsburžanom Koroško, Kranjsko, Južno Tirolsko in namestništvo v škofijah Briksen in Trent; severno Tirolsko je pridržal zase. Luksemburžani se s tem seveda niso strinjali in naslednje leto so z vojsko zasedli Zgornjo Avstrijo. Grozila je vojna, vendar sta se obe strani še isto leto spametovali. Češki kralj se je odpovedal Koroški in Kranjski, Ludvik Bavarec pa se je umaknil iz Tirolske.
Tirolska je bila potem ozemlje, za katerega so se pulili Luksemburžani, Wittelsbachi in Habsburžani. Margarete niso mogli povsem ignorirati, ker je bilo na njeni strani tirolsko plemstvo. Margareta se je proti zunanjim silam borila, kakor je pač mogla. Navsezadnje pa je leta 1363, po smrti svojega drugega moža Ludvika Brandenburškega in sina Majnharda III., Tirolsko prepustila sinu svojega bratranca Alberta II., avstrijskemu vojvodi Rudolfu IV. Wittelsbachi so tedaj zasedli Tirolsko in jo šele z mirom v Schärdingu za veliko odškodnino predali Habsburžanom.

## Albertinci (goriška veja)
Ozemlja albertinske veje so bila dokaj razdrobljena ter gospodarsko in prometno manj zanimiva od majnhardinskih ter so nudila slabše pogoje za oblikovanje močne vladavine. Poleg tega so Benečani, sosedi na jugu, vztrajno širili svojega ozemlja.
Albert I. († 1304) si je sicer prizadeval povečati svoje ozemlje na račun Oglejskih patriarhov, ko je leta 1272 češki princ Otokar Přemysl prodrl prav do Furlanije in postal glavni furlanski glavar. Albert I. je, tako kot njegov brat Majnhard II. Tirolski, v zadnjem spopadu z Otokarjem podprl kralja Rudolfa I. Habsburškega. Kasneje je bil zaveznik oglejskega patriarha proti Benečanom, ki so še za njegovega življenja zasedli vsa mesta na zahodni istrski obali.
Albertov sin Henrik († 1323) je imel nekaj uspehov pri širjenju ozemlja v Furlanijo; zavzel je mesti Čedad in Trbiž, potem pa je njegova zgodnja smrt izničila njegova prizadevanja. Regentstvo za njegovega mladoletnega sina je prevzel brat Albert († 1325/27) in potem njegovi sinovi, ki so po smrti bratranca Ivana Henrika († 1338) posest razdelili na goriški in istrski del; odtlej sledimo ožji goriški in istrski podveji Goriških grofov.
Na ozemlju ožje goriške podveje sta se dotlej že izoblikovali dve samostojni strnjeni gospostvi: Grofija Goriška na ozemlju Posočja, Vipavske doline in Krasa s središčem v Gorici in Prednja grofija Goriška na ozemljih zgornje Koroške in Pustertala, s središčem v Lienzu. Majnhard († 1385) je na njih gospodaril v sporih s sosedi in neprestanih dolgovih. Svojo rezidenco je prenesel iz Gorice v grad Bruck v Lienzu. Ob izumrtju tirolskih sorodnikov, majnhardincev (1363), ni imel dovolj politične in gospodarske moči, da bi lahko zahteval nasledstvo.
V istrski podveji je Albert († 1374) gospodaril bolje. Uspelo mu je izoblikovati dve samostojni, strnjeni in od sosednjih ozemlje upravno ločeni gospostvi: Pazinsko grofijo v osrednji Istri, ki je v Brseču in Lovranu segala tudi do morja, in Grofijo v Marki in Metliki na Dolenjskem in v Beli krajini z glavarstvom v Metliki. Albert je bil poročen s hčerko celjskega grofa Friderika I., Katarino. Ker nista imela otrok, je leta 1364 sklenil s habsburškim vojvodo Rudolfom IV. pogodbo o dedovanju, po kateri so Habsburžani ob njegovi smrti podedovali vsa ozemlja istrske podveje.

Goriška podveja pa se je nadaljevala še dve generaciji. Majnhardova vnuka Ivan († 1462) in Lenart († 1500) sta gospodarila skupaj. Leta 1456, po smrti celjskega grofa Ulrika II., sta zase zahtevala dediščino celjskih grofov. Vendar zahteve proti cesarju Frideriku III. nista mogla uveljaviti. Po diktirani pogodbi, sklenjeni leta 1460 v Požarnici (Pusarnitz pri Spittalu), sta se morala odpovedati, ne le svoji zahtevi, ampak tudi svojim ozemljem na Koroškem in v Pustertalu, vključno z rezidenčnim gradom Bruck (Avstrijci so s tem dobili povezavo svojih posesti na Tirolskem in v Sprednji Avstriji z osrednjimi avstrijskimi ozemlji). Po Ivanovi smrti, ki je umrl brez otrok, je Lenart dobil ozemlja nazaj za čas svojega življenja. Ker pa je bil tudi on brez nasledstva, je med zainteresiranimi Benečani in Habsburžani malo pred smrtjo za dediče izbral slednje. Pri tem se je zanašal na znatno podporo svojega upravitelja Virgila von Grabna. Maksimilijan I. Habsburški je takoj po Lenartovi smrti zasedel Gorico.

## Družinski rodovnik Majnhardincev - Goriških grofov
Izvor goriških Majnhardincev ni povsem jasen.
A: Markwart († 1074), grof v Viehbachgau in na Koroškem, mejni grof Istre-Kranjske in (domnevno:) Koroški vojvoda
B: Meginhard/Majnhard († okoli 1090), grof v Pustriški dolini (Goriški grof), iz rodbine Sieghardincev
C: Engelbert I. (* 1103, † okoli 1122), Goriški grof, Palatinski grof Bavarske, odvetnik Milštatskega samostana
C: Majnhard I. (* 1102, † 1142), Goriški grof, Palatinski grof na Koroškem, odvetnik Ogleja, odvetnik Sv. Peter v Istri
D: Henrik II. (*1139, † 1. nov. 1148/49), Goriški grof
D: Engelbert II. (* 1132 – jan. ca. 1189), Goriški grof in tudi advokat Ogleja in Milštata
E: Majnhard II. starejši (* 1158, † 1232), Goriški grof, odvetnik Ogleja
F: Hermingarda († 1230)
E: Engelbert III. (* 1186, † september 1220), Goriški grof, odvetnik Milštata, ⚭ Matilda Andeška
F: Albert I. (* 1218, † 1250)
F: Majnhard III. (* 1221, † 1258), Grof Tirolska I. (1253–58), Goriške in Istre tudi odvetnik Ogleja, Tridenta, Briksna in Bozna ⚭ Adelheid Tirolska (* ca. 1117, † po okt. 1278) Delitev:

Majnhardinska linija ali Tirolski Majnhardinci: Tirolska, Koroška:
G: Majnhard Goriško (IV.) - Tirolski (II.) (* 1239/40, † 30. oktober 1295), (I.) Vojvoda Koroške in Kranjske od 1286, ⚭ Elizabeta Bavarska (* ca. 1227, † oktober 1273), vdova po kralju Konrad IV., mati Konradincev
H: Elizabeta (* 1262, † 28. oktober 1313), ⚭ Albreht I. Habsburški († 1. maj 1308)
H: Neža († 1293), žena Friderika I., Mejnega grofa Meißena
H: Oton II. († 25. oktober 1310), grof Tirolske, Vojvoda Koroške in Krajske
I: Ana († 1331)
I: Uršula († 1327)
I: Eufemija († 1330)
I: Elizabeta († 1347)
H: Albert II. († 24./30. april 1292), Tirolski grof, ⚭ Agnes Hohenberška
I: Margareta
H: Ludvik († 22. september 1305)
H: Henrik VI. († 2. april 1335), Koroški vojvoda, vojvoda/mejni grof Kranjske, češki kralj, mejni grof Moravske, Tirolski grof,
I: Leopold
I: Adelajda
I: Margareta »Maultasch« (* 1316, † 1369), Tirolska grofica
J: Majnhard III. (* 1344, † 1363), poslednji Tirolski Majnhardinec

Albertinska linija ali Goriški Majnhardinci : Gorica, Pustriška dolina (Lienz):
G: Albert I. (* 1240/1241, † september 1304), Grof Goriške in Tirolske
H: Henrik III. († 1323), ⚭ I. Beatrix de Camino, ⚭ II. Beatrix von Niederbayern († 1360)
I: I. Majnhard V. († po 1318), Goriški grof
I: II. Ivan Henrik IV. († 1338), Goriški grof ⚭ II. Ana Habsburška († 1343)
H: Albert II. († 1327), Goriški grof ⚭ I. Elizabeta Hessenska († 1308), ⚭ II. Eufemija von Mätsch († 1350)
I: I. Albert IV. († 1374), Goriški grof
I: I. Elizabeta († 1338), ⚭ I. Herman Vovbrški († 1322), ⚭ II. Viljem Šaumberški - Trušenjski († 1338)
I: I. Katarina († 1329), ⚭ Ulrik von Waldsee, Deželni glavar Štajerske
I: I. Klara ⚭ Herdegen Ptujski, Deželni maršal Štajerske
I: II. Henrik V. († 1362), Goriški grof
I: II. Majnhard VI./VII. († do 1385), Goriški grof, od 1365 državni knez ⚭ I. Katarina Pfannberška († 1374/75), hči grofa Ulrika III. ⚭ II. Utelhild von Mätsch(1376), hči Ulrika IV. (* 1348, † 1415)
J: II. Henrik IV. (* 1376; † 1454), Goriški grof, Grof Kiršberški (Švabska), palatinski grof Koroške, državni knez, ⚭ I. 31. januar 1400 Elizabeta Celjska (* 1382, † 1436), ⚭ II. 1437 Katarina Gorjanska
K: I. Ana ⚭ Bruno della Scala († 1437)
K: I. Margareta († 1450), ⚭ grof Ivan Oettingen-Wallersteino († 1449)
K: II. Ivan II. († 1462), Goriški grof, državni knez
K: II. Lenart (* 1444, † 1500), Goriški grof, državni knez; poslednji iz rodbine Goriških
K: II. Ludvik († 1456), Goriški grof in državni knez
J: II. Ivan Majnhard († 1429), Palatinski grof na Koroškem, grof Kiršberški
G: Adelajda († 1291) ⚭ Fridrik I. Ortenburški († 28. marec 1304)

## Posestva in gradovi rodbine goriških grofov
Ves obsežen goriški dominium - to je gospostva, posesti, odvetščine, sodstva in razne druge pravice - je bil po svoji strukturi raznovrsten. Pravih goriških alodov je bilo zelo malo. Pridobili so si nekaj neposrednih državnih fevdov. Številno ohranjeno gradivo tako kaže, da so največ svoje posesti imeli v fevdu od cerkve, to je od številnih škofij na področju med Alpami in Jadranom. Tako so goriški grofje bili vazali oglejskih patriarhov, salzburških nadškofov, škofov iz Brixna, Tridenta, Freisinga, Bamberga, Trsta, Poreča, Novega gradu, Pična, Pulja in celo nadškofije iz Ravenne.

### Posestva naGoriškem
- Grad Gorica (sedež Goriških grofov) (1120–1500),
- Grad Solkan (1120–1320),
- Grad Dornberk (1224–1500),
- Grad Prem (1295–1500),
- Dvorec Renče (1256–1500),
- Grad Kromberk (1250–1500),
- Grad Vogrsko (1180–1500),
- Grad Kanal (1140–1500),
- Grad Rihemberk (1230–1500),
- Grad Ločnik (1253–1500),
- Dvor Pevma v Goriških brdih (1287–1500),
- Grad Cerovo v Goriških brdih (1202–1500),
- Grad Višnjevek v Goriških brdih (1277–1500),
- Grad Vipolže v Goriških brdih (1170–1500),
- Grad Rittersberg v Goriških brdih (1220–1500),
- Dvor Fojana v Goriških brdih (1188–1280),
- Gradič Nozno v Goriških brdih (1339–1500),
- Grad Tolmin (1379–1500),
- Dvor Ločnik pri Gorici (1120–1500).

### Posesti naKrasu
- Grad Hošperk (1217–1435),
- Grad Švarcenek (Završnik) (1267–1374),
- Grad Golac (Karstperg) (1215–1267),
- Grad Vikumberg (1249–1361),
- Dvorec Štanjel pri Komnu (1195–1500),
- Grad Gotnik z gospostvom (1255–1374),
- Grad Rašpor (1264–1394),
- Novi grad (Neuhaus) (Podgrad pri Hrušici) (1270–1358).

### Posestva naKranjskem
- Dvor Naklo (1220–1251),
- Grad Lož (1368–1374).

### Posestva vSlovenski markiv »Marki in Metliki«
- Grad Šumberk (1220–1374),
- Grad Žužemberk (1271–1374),
- Grad Mehovo (1277–1374),
- Grad Hmeljnik (1277–1374),
- Grad Gorenji Mokronog (1277–1311),
- Grad Črnomelj (1277–1374),
- Grad Rožek (1277–1374),
- Grad Kozjak (1277–1374),
- Grad Stara Soteska (1277–1374),
- Grad Metlika (1300–1374),
- Grad Gradac (1300–1374),
- Grad Višnja Gora (1307–1374).

### Posestva naKoroškem
- Grad Možberk pri Volšperku (pred 1150–1500),
- Grad Kamen v Podjuni (1153–1358), (1456-1460),
- Grad Kamen ob Gornji Dravi (1153–1440),
- Grad Svinec (Eberstein) (1102–1500),
- Grad Flaschberg pri Oberdrauburgu (1154–1460),
- Grad Rottenstein nad Sveto Krvjo (1142–1390),
- Grad Greifenburg (1335–1393),
- Grad Falkenstein v dolini Mela (1160–1394),
- Grad Obervellach v dolini Mela (1164–1460),
- Grad Winklern v dolini Mela (1150–1460),
- Grad Groppenstein v dolini Mela (1308–1460),
- Grad Penk v dolini Mela (1308–1460),
- Grad Schwarzenau v Spodnji Avstriji (1308–1460),
- Grad Mauthen (1200–1460),
- Grad Goldbestein v Ziljski dolini (1227–1460),
- Grad Grünburg v Dolini Krčice (1217–1460),
- Grad Grünburg (Šmohor) pri Šmohorju v Ziljski dolini (1384–1460),
- Grad Preißenegg (prej Malenthein) v Ziljski dolini (1335–1460),
- Grad Grafendorf (1206–1456),
- Grad Raggnitz pri kraju Lind (1141–1252, 1292–1460),
- Grad Vovbre (1362–1460),
- Grad Pittersberg v Ziljski dolini (1252–1460),
- Dvor Zossenegg (St. Štefan) v Svetem Štefanu na Zilji (1228–1460),
- Dvor Gröfelhof pri Rittersdorfu (1206–1460),
- Dvor Thurnhof (Kirchbach) v Ziljski dolini (1308–1460),
- Grad Weidenburg (1266–1460),
- Grad Waidegg v Ziljski dolini (1288–1458),
- Grad Lind (1141–1252, 1292–1460).

### Posestva vFurlaniji
- Grad Latisana ali gospostvo ob Tilmentu (1110–1226), alod
- Grad Latisana ali gospostvo ob Tilmentu (1226–1500), v fevdu
- Grad Belgrado ob Tilmentu (1142–1500),
- Grad Flambro (Castelluto) (1323–1500),
- Grad Precenico (1142–1500),
- Grad Codroipo (1429–1500),
- Grad Castelnuovo (1252–1500),
- Grad Krmin (1277–1497).

### Posestva vIstri
- Grad Pazin z gospostvom (pred 1194–1374),
- Grad Lupoglav z gospostvom (1295–1374),
- Grad Zelengrad z gospostvom (1295–1374),
- Grad Kozljak z gospostvom (1194–1374),
- Grad Kršan z gospostvom (1274–1374),
- Grad Završje z gospostvom (1194–1374),
- Grad Momjan z gospostvom (1312–1340),
- Grad Belaj z gospostvom (1234–1374),
- Dvor Sovinjak z gospostvom (1277–1374),
- Dvor Barbana z gospostvom (1194–1374),
- Dvor Rakalj z gospostvom (1194–1374).